# Dunaújvárosi Nemzetközi Acélszobrász Alkotótelep

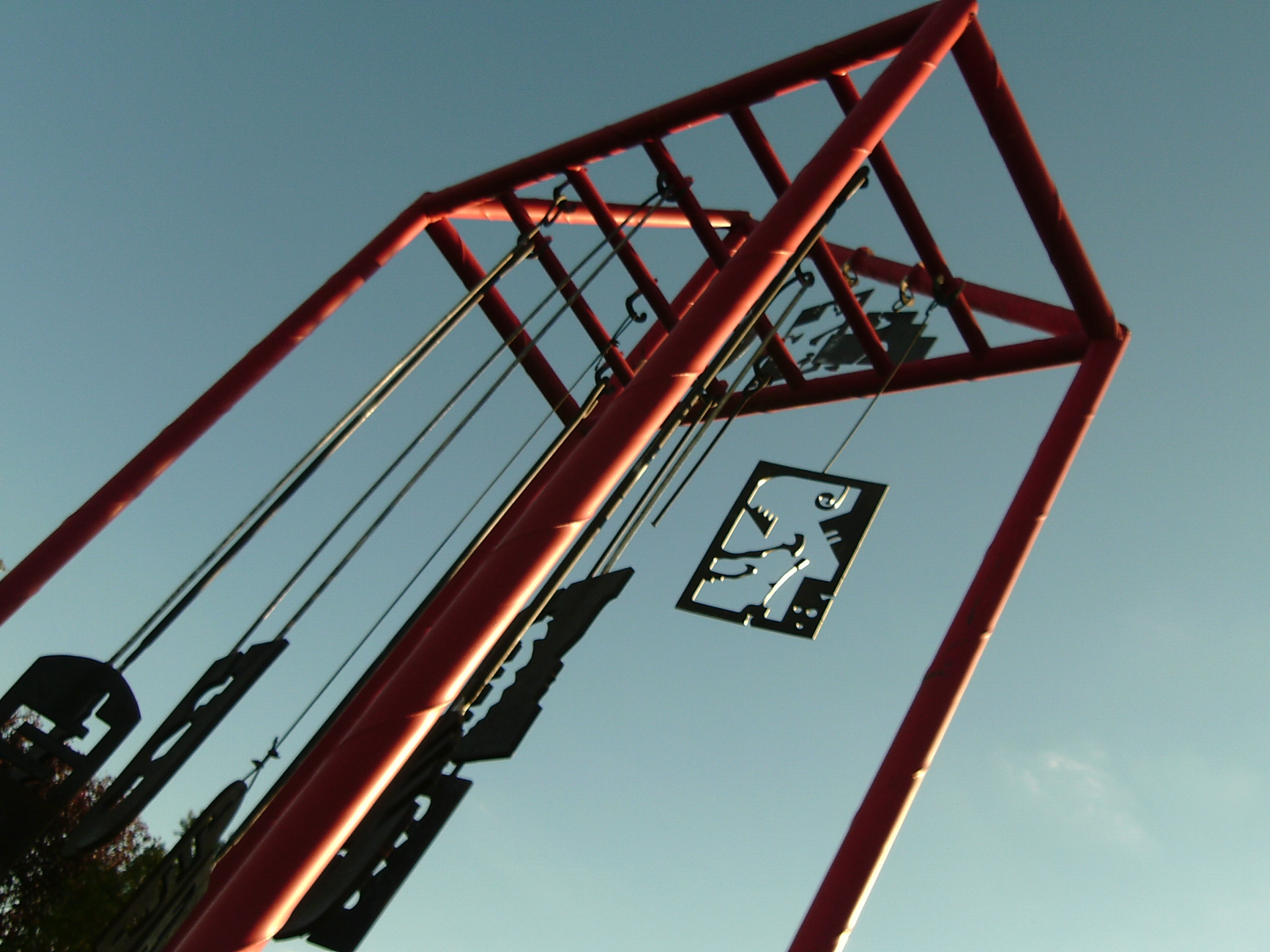
Szobor a Duna-parton

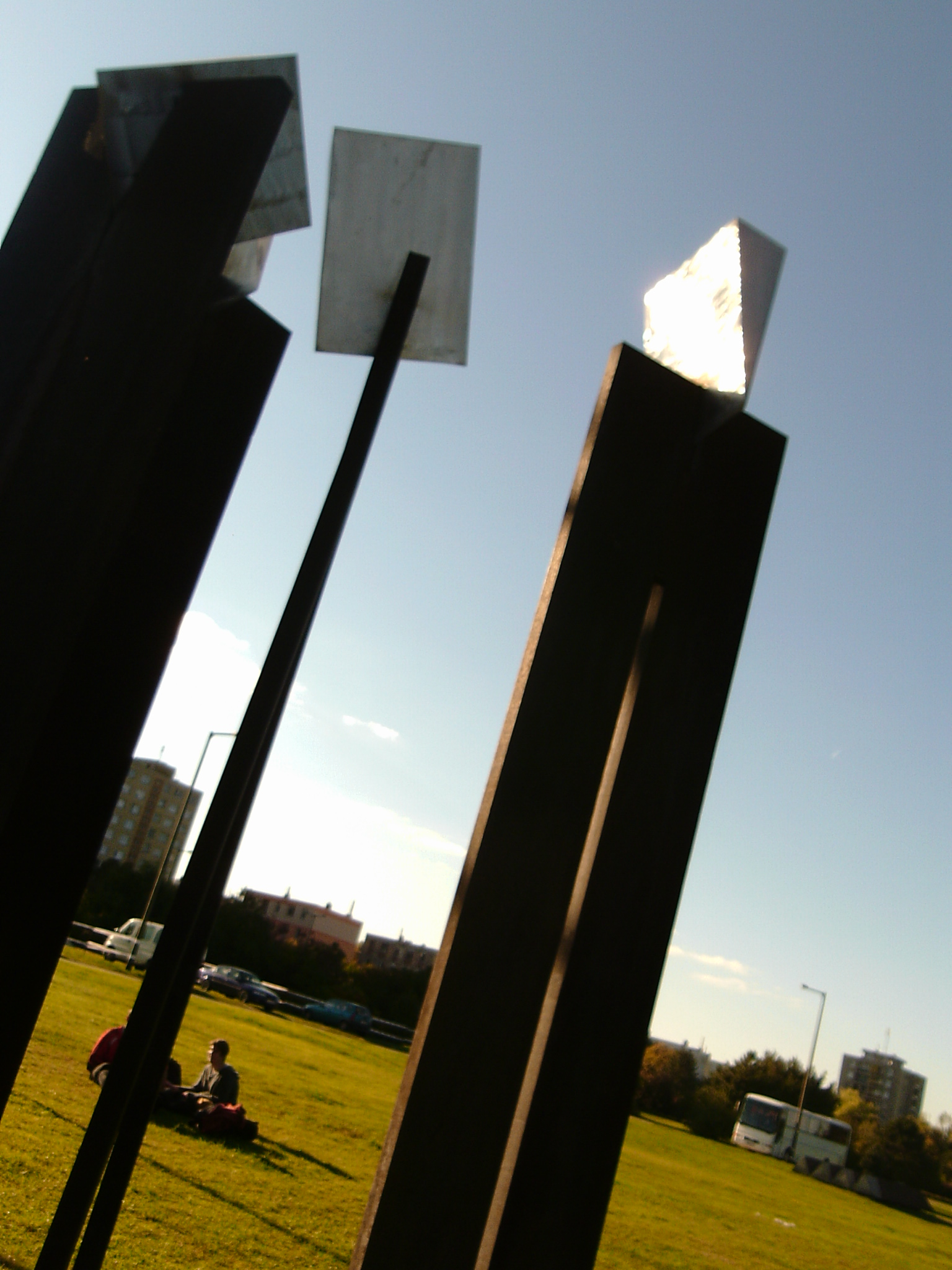
Szobor a Duna-parton

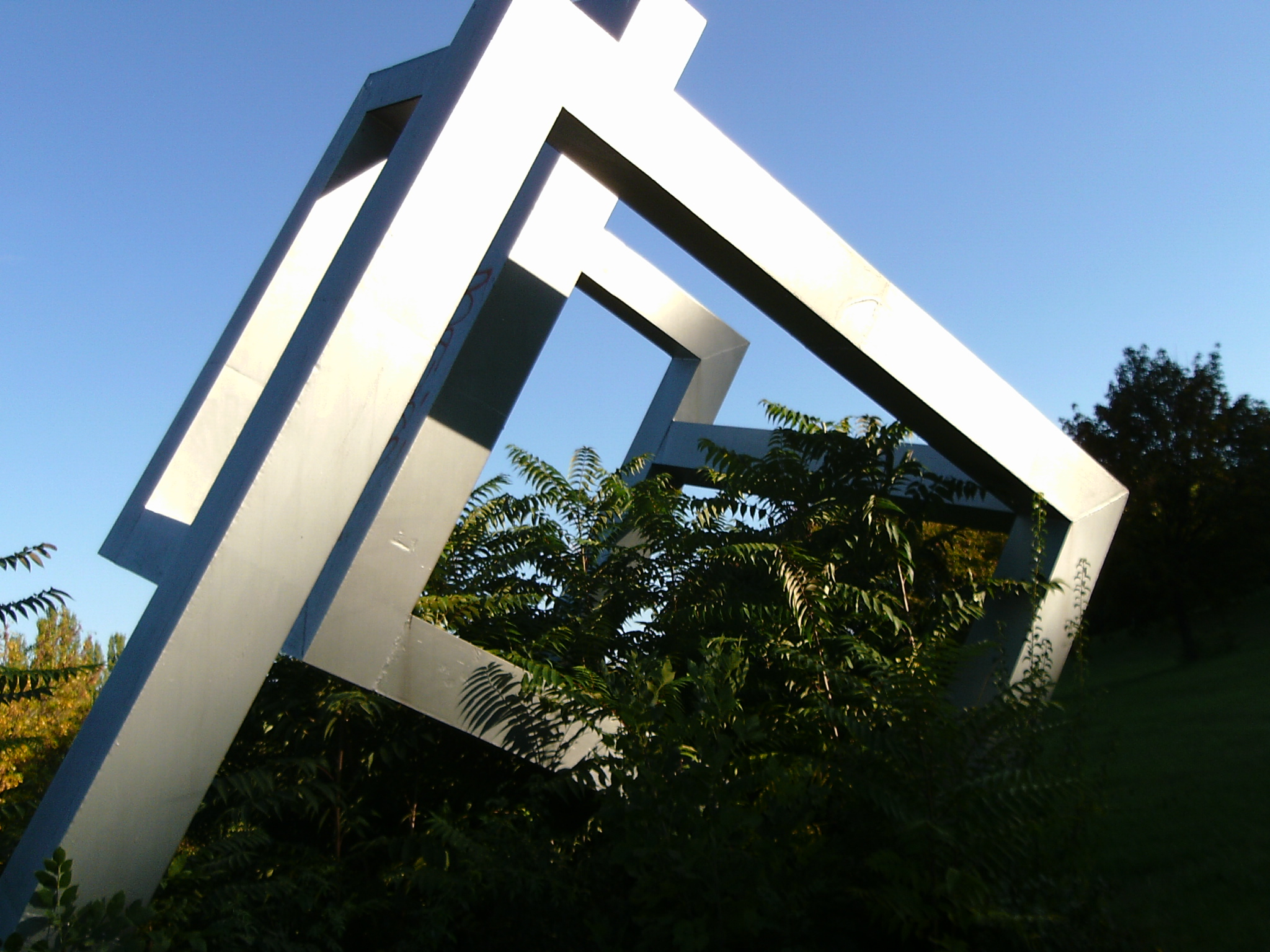
Szobor a Duna-parton

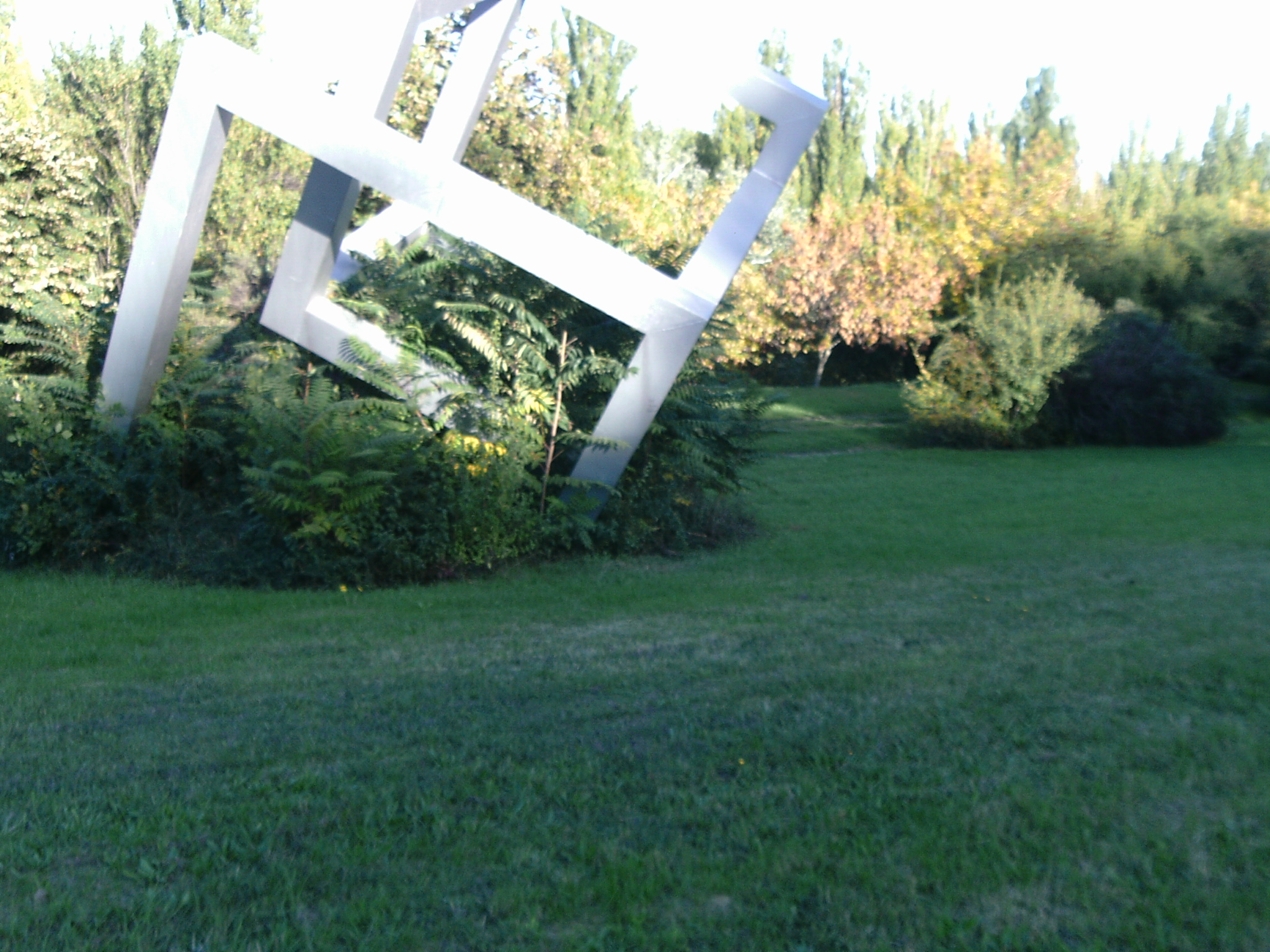
Szobor a Duna-parton

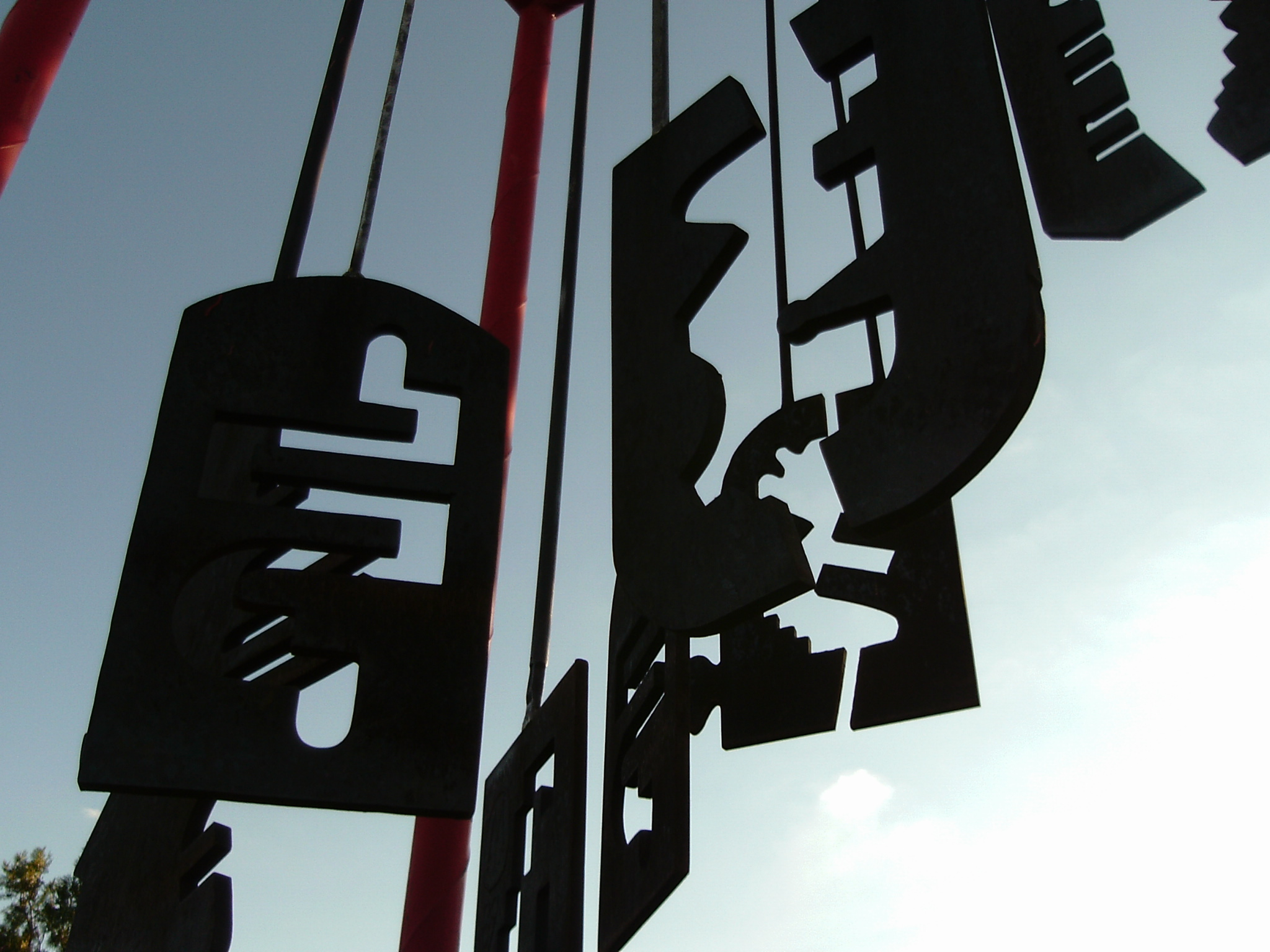
Szobor a Duna-parton

A Dunaújvárosi Nemzetközi Acélszobrász Alkotótelep 1974-es alapítása óta a mai napig működik Dunaújvárosban.
1987-ben művészettörténeti írásban összefoglalták az alkotótelepen részt vevő alkotókat. 1987-ben a Műcsarnok 1983 és 1985 közötti kiállítássorozatán keresztül tudott a közönség megismerkedni a szimpóziumon és alkotótelepen elkészült alkotásokkal és az alkotókkal. A XII. Acélszobrász Alkotótábor és szimpozion során, amit 2000 májusától júniusig tartottak, perui származású szobrász készített alkotást.
A Dunaújvárosi Nemzetközi Acélszobrász Alkotótelep és szimpozion szoborparkja szobrászainak listája:
- Bakos Ildikó
- Balauf Delaney, Karen - Amerikai Egyesült Államok
- Berry Parker - Amerikai Egyesült Államok[2]
- Bohus Zoltán
- Buczkó György
- Csáji Attila
- Csíkszentmihályi Róbert
- Fodor Sándor
- Friedrich Ferenc
- Gaál Tamás
- Glass, Ingo - Németország
- Gulyás Gyula
- Halász Károly
- Heritesz Gábor
- Hudson, John Barlow - Amerikai Egyesült Államok
- Karl, Helmut - Ausztria
- Klikov, Vladiszlav - Szovjetunió
- Kofteff, Vladimir - Franciaország
- Lee, Billy - Amerikai Egyesült Államok
- Mackenna, Tracy - Skócia
- Magyar József
- Martyn Ferenc
- Miguel Angel Velit
- Móder Rezső
- Moran, Joe - Írország
- Palotás József
- Péter Ágnes
- Samu Géza
- Schéner Mihály
- Seregi József
- Seynhaeve, Paul - Belgium
- Szeift Béla
- Szöllősy Enikő
- Todorov, Todor - Bulgária
- Trombitás Tamás
- Vanen Frits - Hollandia
- Várnai Gyula
- Vilt Tibor
- Wang, Jin Sheng - Amerikai Egyesült Államok

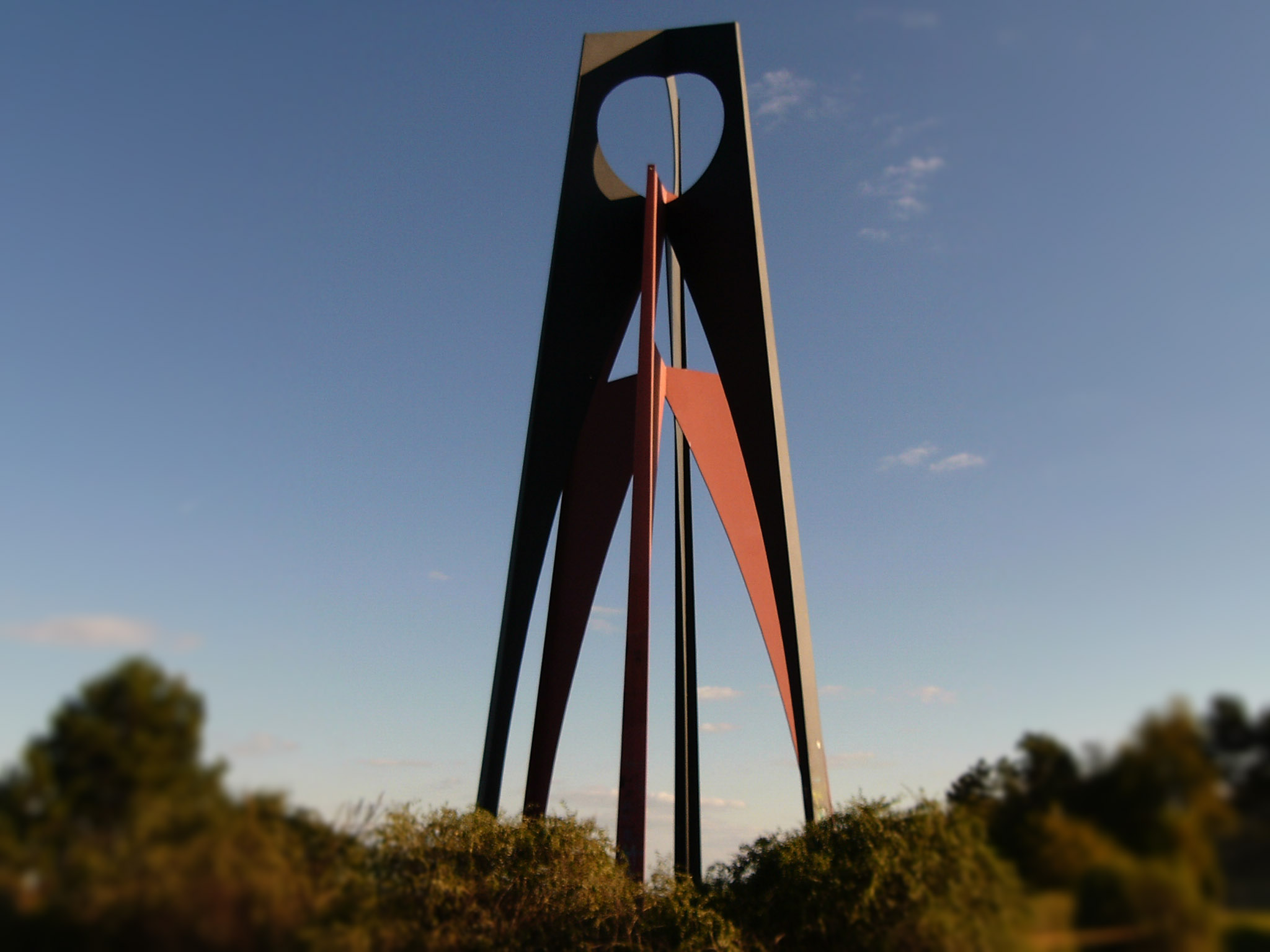
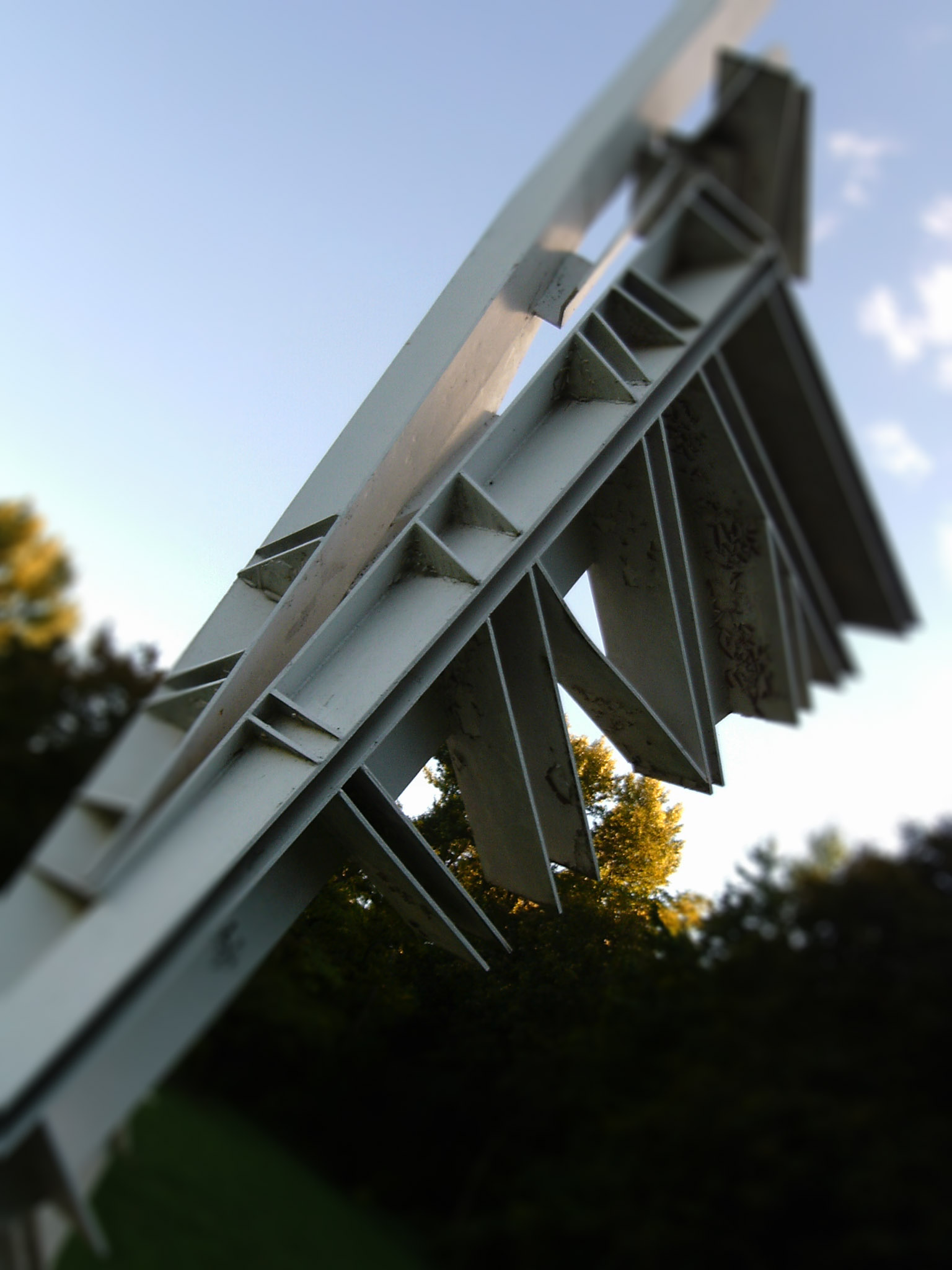
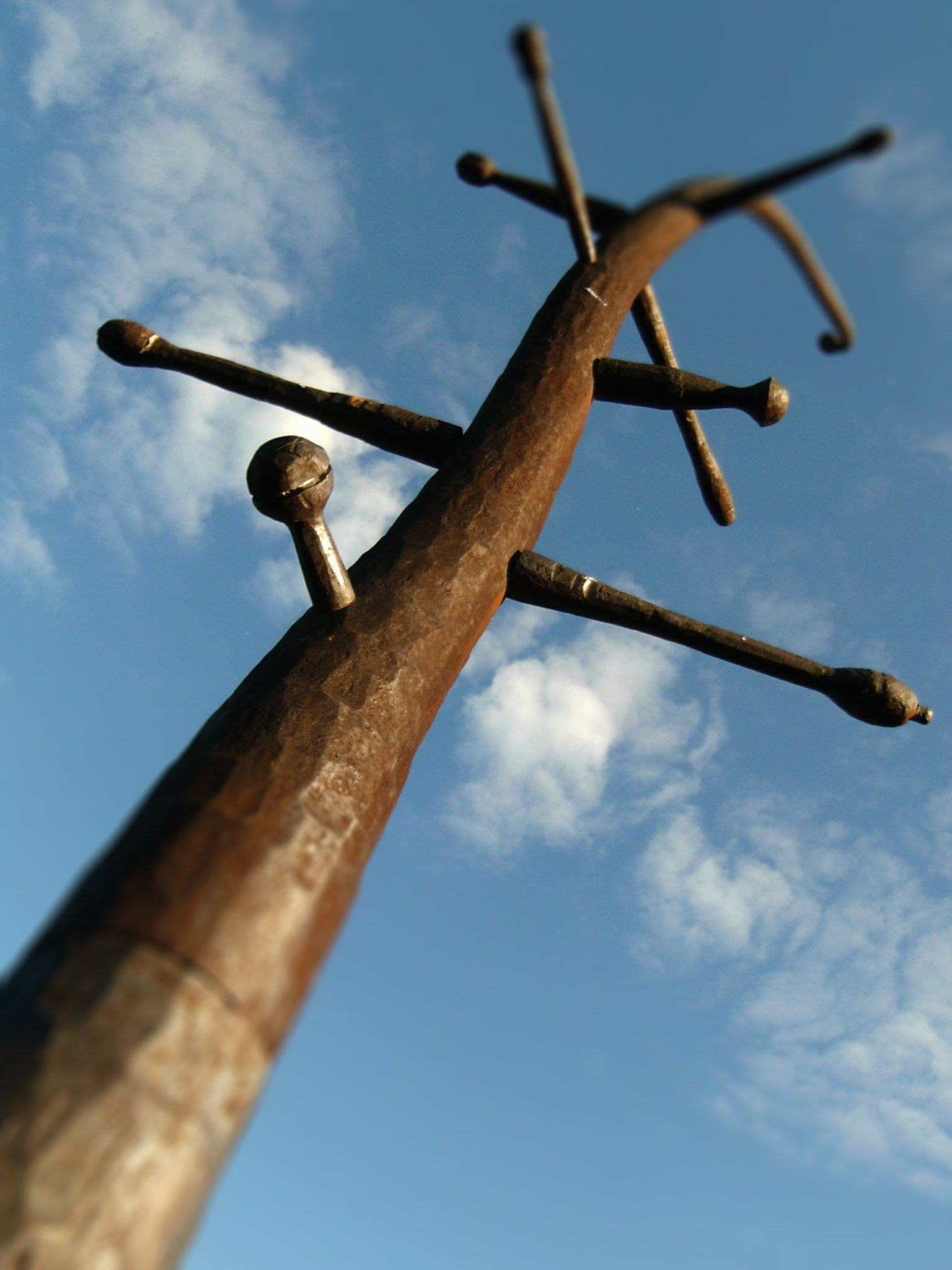
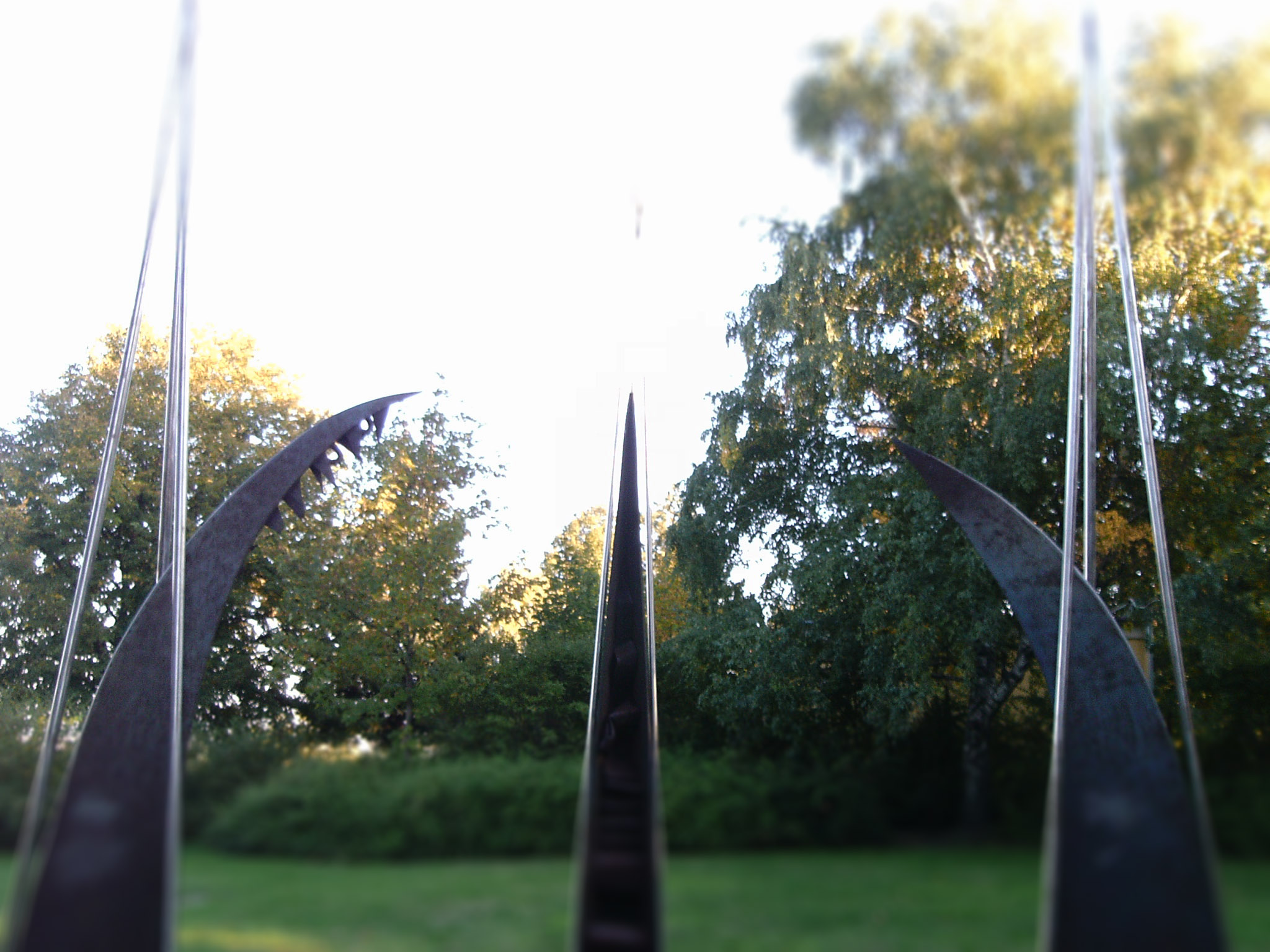
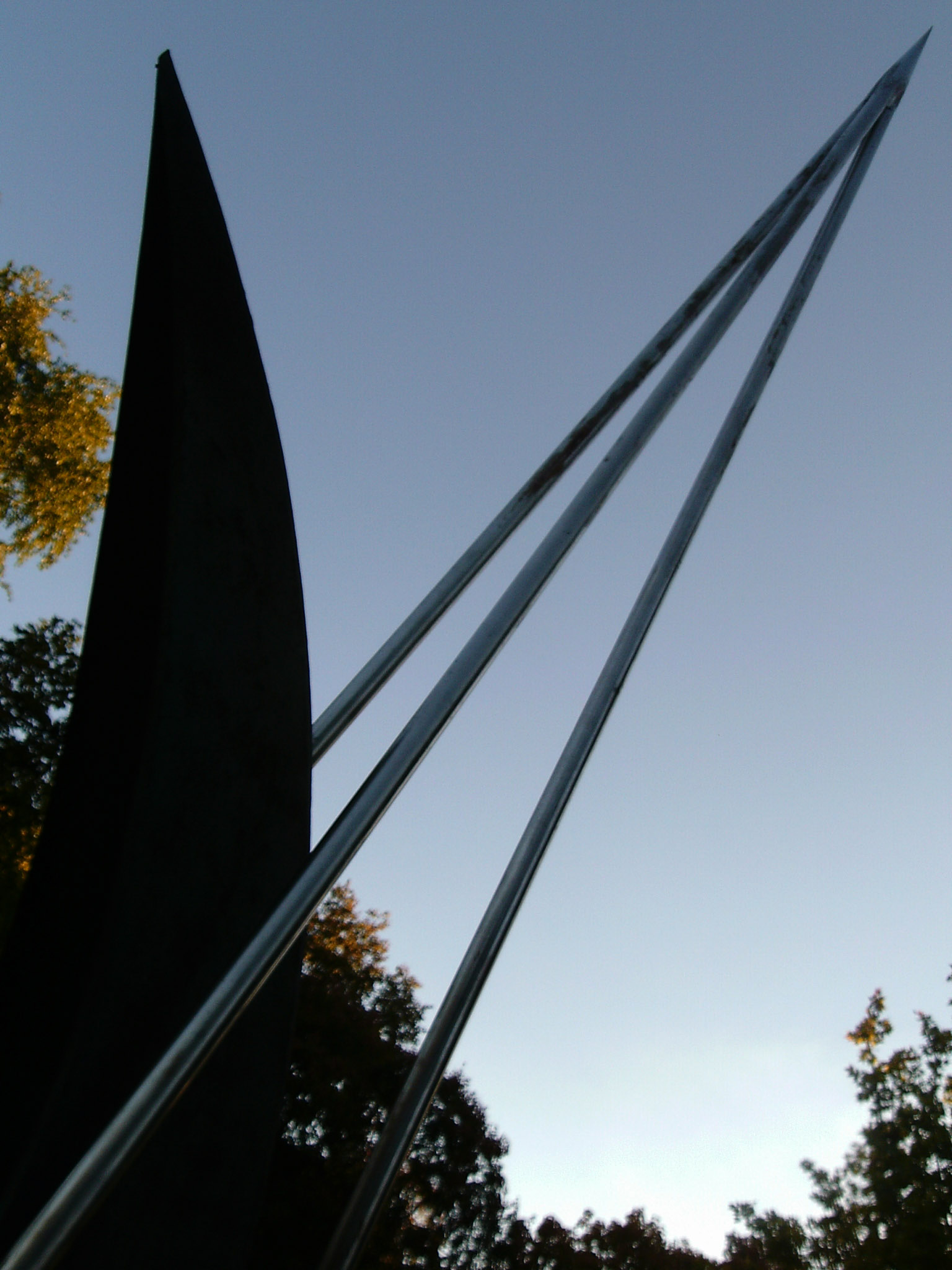